# الجدول الزمني للحروب المصرية
يشمل هذا الجدول الزمني تاريخ معارك الجيش المصري 
- 1991 قبل الميلاد - 1962 قبل الميلاد: أمنمحات الأول أنشأ أول جيش مصري دائم.
- 1274 قبل الميلاد: معركة قادش بين فرعون رمسيس الثاني ملك مصر والملك موطالي الثاني من الحيثيين.
- 673 قبل الميلاد: الحملة المصرية الأولى ، هزم الآشوريون وتراجعوا.
- 671 قبل الميلاد: الحملة المصرية الثانية ، استولى الجيش الآشوري بنجاح على ممفيس وغزا مصر.
- 667 قبل الميلاد - 665 قبل الميلاد: أشوربانيبال تشن حربًا في مصر لإخماد التمردات.